# 원산구

원산 구의 위치

원산구(중국어: 文山區, 병음: Wénshān Qū, 한자음: 문산구)는 중화민국 타이베이시의 시할구이다. 넓이는 31.5090km2이고, 인구는 2015년 8월 기준으로 274,841명이다.

## 지리
타이베이의 최남단에 위치한다. 주요 관광지로 타이베이 시립 동물원이 있다.

## 역사
청대의 광서 초년에 대북부가 설치되었을 때, 문산지구는 담수청에 속하고 있었다. 일본 통치 시대에 다이호쿠 주(台北州) 분잔 군(文山郡)으로 고쳐져 신코 장(深坑庄)의 관할이 되었다. 1950년 3월 1일에 정부는 선컹 향(深坑郷)을 징메이(景美), 무자(木柵), 선컹의 3향으로 분할했지만 1990년 3월 12일의 행정구 재편으로 징메이와 무자가 합병해 원산 구가 탄생했다.

## 하위 행정구역
- 완녠 리(萬年里)
- 완허 리(萬和里)
- 완성 리(萬盛里)
- 완샹 리(萬祥里)
- 완요우 리(萬有里)
- 완룽 리(萬隆里)
- 징런 리(景仁里)
- 징칭 리(景慶里)
- 징메이 리(景美里)
- 징화 리(景華里)
- 징둥 리(景東里)
- 징싱 리(景行里)
- 싱푸 리(興福里)
- 싱안 리(興安里)
- 싱펑 리(興豐里)
- 싱방 리(興邦里)
- 싱더 리(興得里)
- 싱창 리(興昌里)
- 싱왕 리(興旺里)
- 싱타이 리(興泰里)
- 싱예 리(興業里)
- 싱광 리(興光里)
- 싱자 리(興家里)
- 무자 리(木柵里)
- 무신 리(木新里)
- 허싱 리(華興里)
- 스위안 리(試院里)
- 순싱 리(順興里)
- 밍싱 리(明興里)
- 중순 리(忠順里)
- 밍이 리(明義里)
- 장자오 리(樟腳里)
- 장쑤 리(樟樹里)
- 장린 리(樟林里)
- 장신 리(樟新里)
- 장원 리(樟文里)
- 라오취안 리(老泉里)
- 즈난 리(指南里)
- 완싱 리(萬興里)
- 정다 리(政大里)
- 완팡 리(萬芳里)
- 완메이 리(萬美里)
- 보자 리(博嘉里)

## 교육
- 국립 정치 대학
- 시신 대학
- 중국과기대학

## 교통
- 타이베이 첩운
  -  원후선
  -  쑹산신뎬선
- 마오쿵 케이블카
- 국도 3호선